# Zvučnička kutija
Zvučnička kutija važan je dio praktički svakog zvučničkog sustava. Sprječava utjecaj stražnjeg dijela zračenja membrane zvučnika, štiti zvučnik i zvučničku skretnicu od mehaničkih oštećenja te ih objedinjuje u jednu cjelinu.

## Zvučnik u slobodnom prostoru
Membrana zvučnika zrači i s prednje i sa stražnje strane. Zračenja su u protufazi te dok prednja strana membrane zvučnika stvara nadtlak (tlak veći od razine atmosferskog tlaka u okolini zvučnika), stražnja strana membrane stvara jednak podtlak (zvučni tlak manji od razine atmosferskog tlaka u okolini zvučnika) i obratno.  Ovisno o fizičkim dimenzijama zvučnika ispod određene frekvencije reproduciranog signala dolazi do tzv. 
"akustičkog kratkog spoja" gdje za niže frekvencije zračenje stražnjeg dijela membrane umanjuje intenzitet zračenja prednjeg dijela membrane zvučnika, ali i zračenje prednjeg dijela membrane umanjuje intenzitet zračenja stražnjeg dijela membrane.  
Utjecaj akustičkog kratkog spoja opaža se već za frekvencije gdje je promjer zvučnika reda veličine polovine valne duljine reproduciranog električnog signala.

## Zvučnik ugrađen na veliku ploču
Prijenosni opseg zvučnika može se prema nižim frekvencijama proširiti ugradnjom zvučnika na sredinu velike ploče. Na taj način se granična frekvencija kod koje počinje smanjenje intenziteta zračenja prednjeg dijela membrane pomiče prema nižim frekvencijama. Granična duljina reproduciranog zvučnog vala upravo je u tom smislu razmjerna dimenzijama ploče. 
Međutim, ugradnja zvučnika na ploču površine više kvadratnih metara u namjeri da se postigne zadovoljavajuća reprodukcija i nižeg dijela tonskog spektra nije prihvatljiva iz praktičnih razloga. Zvučnik se zato zatvara u zvučničku kutiju neusporedivo manjih dimenzija u odnosu na dimenzije i veličinu ploče.

## Zvučnik ugrađen u otvorenu zvučničku kutiju
Zvučnik se može ugraditi u otvorenu zvučničku kutiju koja je u cjelini kompaktnija u odnosu na veliku ravnu ploču. Rezonantna frekvencija zvučnika i karakteristike zračenja s prednje strane zvučnika ostaju u biti nepromijenjene, no stražnja komponenta zračenja ponovno će za niže frekvencije uvjetovati pojavu akustičkog kratkog spoja, gdje bi zvučnička kutija koja bi prihvatljivo reproducirala i niskotonsko područje trebala imati obujam od desetak i više m3. U takvim uvjetima jedino je prihvatljivo zvučnik zatvoriti u zvučničku kutiju i na taj način u cijelosti odvojiti zračenje prednjeg od zračenja stražnjeg dijela membrane.

## Zvučnik ugrađen u zatvorenu zvučničku kutiju
Zatvaranjem zvučnika u zvučničku kutiju zračenje prednjeg i stražnjeg dijela je potpuno odvojeno. Stražnji dio zračenja se apsorbira u samoj kutiji koja se oblaže materijalom koji vrlo dobro apsorbira zvučne valove (spužva, različite tkanine), a rezonantna frekvencija zatvorenog zvučnika se povisi jer zatvoreni zrak svojom krutošću smanjuje elastičnost ovjesa zvučnika. Zbog toga se frekvencijsko područje zvučnika ugrađenog u zvučničku kutiju sužava prema nižim frekvencijama. Zvučniku koji je ugrađen u zvučničku kutiju prijenosni opseg u niskotonskom području može se u izvjesnoj mjeri proširiti na donjem rubu prijenosnog frekvencijskog opsega i to ugradnjom zvučnika u tzv. «bas-refleks» zvučničku kutiju.

## Zvučnik ugrađen u zvučničku kutiju s basrefleksom
Bas-refleksna zvučnička kutija (slika lijevo) ima na prednjoj strani otvor u koji se ugrađuje cijev određene duljine i promjera (slika desno). Cijev ima svojstva akustičke induktivnosti (inercija mase zraka koji titra u cijevi). Akustička induktivnost čini rezonantni krug s akustičkom kapacitivnosti koju čini elastičnost zraka zatvorenog u kutiji te ugađanjem rezonantne frekvencije akustičkog rezonatora na rezonantnu frekvenciju mehaničkog titrajnog sustava zvučnika proširujemo prijenosno frekvencijsko područje zvučnika uz iskorištenje stražnjeg dijela zračenja na najnižim frekvencijama u okolini rezonatne frekvencije zvučnika. 
Na slici desno crvenom bojom je naznačen amplitudni odziv zvučnika i zvučničke kutije s natkritično prigušenim titrajnim sustavom bas-refleksa, plavom bojom je naznačen odziv s idealno ugođenim titrajnim krugom dok je zelenom bojom naznačen relativno slabo prigušen rezonantni sustav gdje dolazi do izdizanja određenih amplituda u najnižem frekvencijskom području.
Osim bas-refleksnih zvučničkih kutija postoje i druge izvedbe zvučničkih kutija koje svojim oblikom i građom prilagođavaju fizikalna svojstva titranja zraka (akustičku impedanciju zraka) karakterističnim svojstvima zvučnika, kao što su kompresijske ili eksponencijalne zvučničke kutije) te transmisijske zvučničke kutije.

## Kompresijska zvučnička kutija
Kompresijska zvučnička kutija namijenjena je ugradnji tzv. "kompresijskih" niskotonskih zvučnika vrlo mekanog ovjesa i relativno slabo prigušenog mehaničkog titrajnog sustava. Takvi zvučnici imaju duljinu titrajne zavojnice znatno veću od duljine magnetskog raspora u zvučniku, što im omogućuje veći hod membrane. Na taj način pad izračene snage u niskotonskom poodručju kompresijski zvučnici kompenziraju povećanom amplitudom i brzinom titranja kako bi i zvučnici manjeg promjera ugrađeni u male zvučničke kutije imali prihvatljivu reprodukciju i nižih tonova tonskog spektra.

## Zvučnička kutija s faznim pomakom
Transmisijske zvučničke kutije, odn. zvučničke kutije s faznim pomakom građene su na način da zračenje stražnjeg dijela membrane zvučnika pri najnižim frekvencijama kasni u fazi i dolazi na prednju stranu zvučničke kutije upravo u takvoj fazi da na najnižim frekvencijama potpomaže zračenje prednje strane membrane zvučnika. 
Zbog izdizanja amplitude reproduciranog zvučnog vala donja granična frekvencija se pomiče na amplitudnoj frekvencijskoj karakteristici ulijevo, odn. prema nižim frekvencijama.

## Zvučnička kutija s akustičkim prilagođenjem
Dinamički zvučnik kao elektromehanički pretvarač ima visoku unutarnju impedanciju kada se razmatra izlazni akustički sustav zvučnika. Akustička impedancija zraka je, međutim, relativno vrlo mala veličina te se različitim konstrukcijskim prilagodbama mala akustička impedancija zraka prilagođuje na veliku unutarnju akustičku impedanciju zvučnika. U tom smislu se ispred samog zvučnika ugrađuje konusni (za velike valne duljine) ili eksponencijalni lijevak, odn. tuba, koji ima ulogu i zadaću svojevrstnog "akustičkog transformatora" (Prikaz lijevo). 
Na taj način se akustički otpor zraka pojavljuje ispred membrane zvučnika uvećan za omjer kvadrata površina otvora eksponencijalnog lijevka, odn. membrane zvučnika.
Takva vrst prilagođenja vrlo često se koristi kod visokotonskih zvučnika gdje je lijevak izrađen od čvrstih materijala kao što su metal ili sintetske smole (slika gore desno). Stražnja strana visokotonskog zvučnika je zatvorena, gdje zrači samo prednja strana membrane redovito uz visoku efikasnost reprodukcije, naročito kada je riječ o eksponencijalnim lijevcima većih otvora.
Zvučnički sustavi s tako efikasnim visokotonskim te, eventualno i srednjetonskim zvučnicima zahtijevaju i odgovarajuću izradu zvučničkih kutija koje će efikasno reproducirati i niskotonsko područje. Za velike razglasne sustave zato se vrlo često koriste različite izvedbe "eksponencijalnih" zvučničkih kutija gdje se izvedbom kutije u obliku lijevka ispred samog zvučnika povisuje efikasnost zvučnika za gornji dio spektra niskotonskog područja, a iskorištavanjem zračenja stražnjeg dijela membrane povisuje se efikasnost zvučnika i u donjem dijelu tonskog spektra.

## Višestazna zvučnička kutija
Optimalizacija karakteristika zvučnika sukladno zahtjevima za reprodukcijom u određenom frekvencijskom području dovela je do podjele dinamičkih zvučnika na niskotonske, srednjetonske i visokotonske, gdje postoje brojne mogućnosti kombiniranja različitih zvučnika i to prema širini reproduciranog područja, efikasnosti, usmjernoj karakteristici, impedanciji i td. 
U tom smislu razmatramo dvostazne zvučničke sustave gdje se u zvučničku kutiju ugrađuje niskotonski zvučnik nešto šireg prijenosnog područja i odgovarajući visokotonski zvučnik ili trostazne zvučničke sustave gdje se u zvučničku kutiju ugrađuje niskotonski, srednjetonski i visokotonski zvučnik odgovarajućih karakteristika, namijenjeni reprodukciji upravo u određenom dijelu frekvencijskog spektra. Ovisno o broju zvučnika i zvučničke kutije posljedično nazivamo dvostaznim ili trostaznim (Slika lijevo: trostazna zvučnička kutija s kompresijskim zvučnikom, slika desno: prikaz unutrašnjosti trostazne zvučničke kutije, zvučnika i zvučničke skretnice).

## Zvučnička skretnica
Razdioba pobudnog električnog signala prema frekvencijskom spektru izvodi se posebnim električnim filtrima te u tom smislu razlikujemo niskopropustni i visokopropustni filtar (dvostazni zvučnički sustav) ili niskotonski, srednjetonski i visokopropustni filtar (trostazni zvučnički sustav). Zvučničkih skretnica prema vrsti ugrađenih filtera ima više, no najčešće se koriste zvučničke skretnice s Butterworthovom aproksimacijom propustne karakteristike izvedene tzv. Butterworthovim filterima. Prema samoj izvedbi zvučničke skretnice mogu biti pasivne, dakle izvedene električnim kondenzatorima, zavojnicama i otpornicima ili aktivne gdje se koriste i aktivni elektronički sklopovi s tranzistorima ili operacionim pojačalima.